# Josquin des Prez
Josquin des Prez (vermoedelijk oostelijk van Doornik, omstreeks 1450 - Condé, 27 augustus 1521) was een Henegouwse musicus (zanger en componist) van de Franco-Vlaamse School van polyfonie. Zijn naam luidde in oorsprong 'Jossequin Lebloitte, dit Desprez'. Die verbastering is ook gespeld als Des Prés, Després en Desprez. Hij wordt wel de belangrijkste componist van de hele renaissance genoemd en werkte vooral in Frankrijk en Italië.
Josquin (afgeleid van het Vlaamse "Josken") was befaamd als zanger, componist en pedagoog. Kenmerkend voor zijn muziek zijn de grote doorzichtigheid en de hechte structuur, waarbij de muziek nauw aansluit bij de tekst. In het chanson was hij na het midden van de 15e eeuw de belangrijkste exponent van een nieuwe stijl, waarin de technieken van de canon en het contrapunt werden toegepast op wereldlijke liederen.

## Biografie

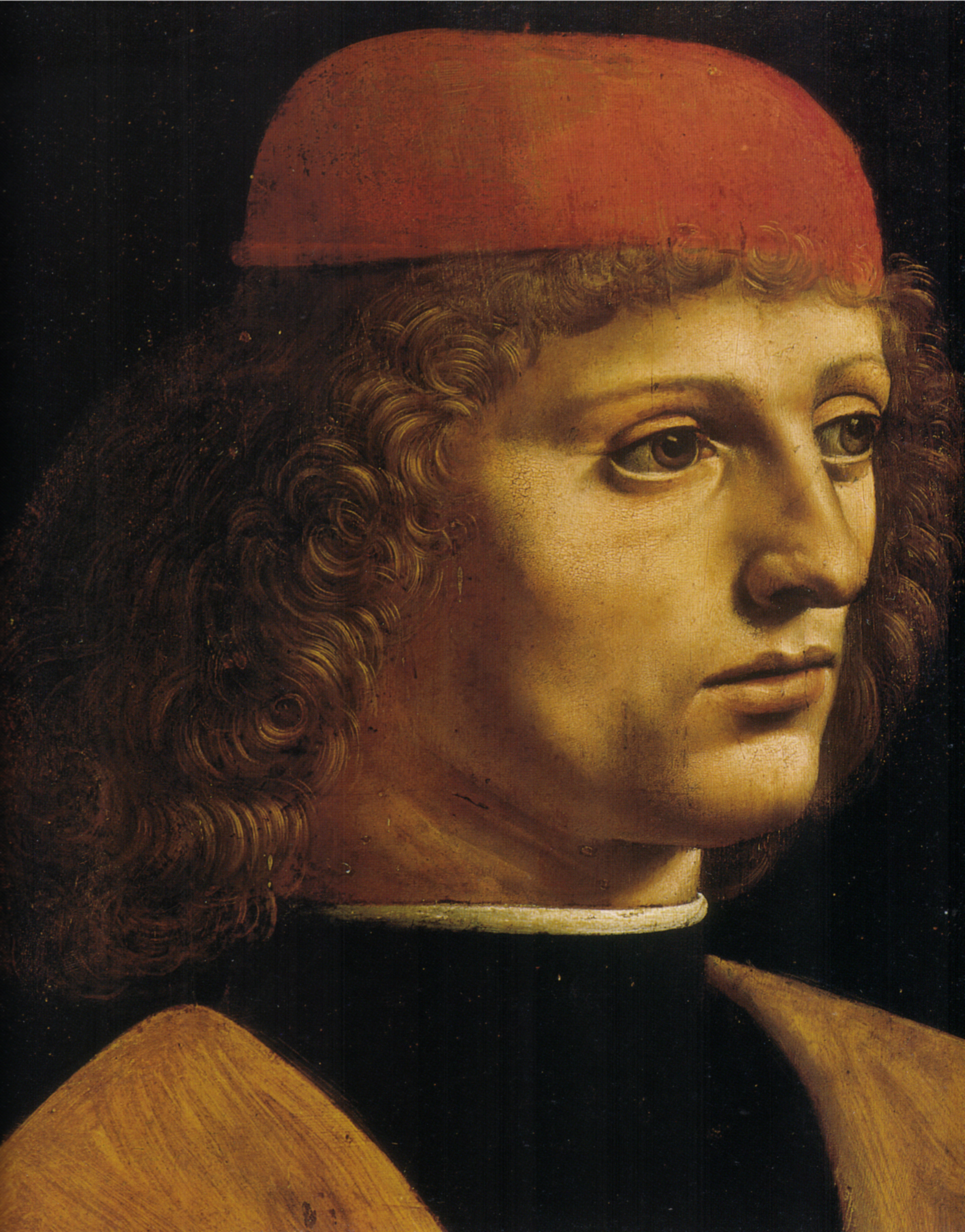
Vermoedelijk portret van Josquin door Leonardo da Vinci

Hij werd geboren tussen 1450 en 1453, en niet in 1440 zoals lang werd gedacht als gevolg van een persoonsverwisseling met de zanger Josquin de Kessalia (1440-1498) die in de jaren 1470 verbonden was aan de kathedraal van Milaan.
Over de jeugd van Josquin is zo goed als niets bekend. Hij moet op jonge leeftijd koorzanger of misdienaar zijn geweest in de kathedraal van Kamerijk. Zijn naam staat voor het eerst geregistreerd in de periode 1475-1478 als zanger aan het hof van hertog René I van Anjou in Aix-en-Provence. Vermoedelijk heeft hij er gewerkt tot de dood van de vorst in 1480.
In het begin van de jaren 1480 komt zijn naam verschillende keren voor in rekeningboeken in Milaan, waar hij werkte voor leden van het vorstenhuis Sforza. Zo behoorde Josquin in 1484 tot de huishouding van de invloedrijke kardinaal Ascanio Maria Sforza. Het is in die periode dat Leonardo da Vinci, die eveneens aan hof van de Sforza's werkte, een portret maakte dat vermoedelijk Josquin voorstelt en dat nu in de Pinacoteca Ambrosiana in Milaan bewaard wordt.
In 1483 reisde Josquin tussentijds af naar Condé in Henegouwen om daar aanspraak te maken op zijn erfdeel van de kant van zijn (vermoedelijk kinderloos gebleven) oom Gilles Lebloitte dit Desprez. Als eerbewijs aan Josquin stelde het kapittel van de Notre-Dame hem toen vier 'los' wijn beschikbaar.
In het gevolg van kardinaal Ascanio Sforza reisde Josquin naar Rome, waar hij van 1489 tot minstens begin 1495 lid is geweest van de pauselijke hofkapel: eerst onder paus Innocentius VIII, vervolgens onder paus Alexander VI. Tijdens restauratiewerken in de Sixtijnse kapel dook in 1997 in de zangersgalerij een oude graffito op met de naam 'Josquin'.
Uit een anekdote uit 1547 van de Zwitserse muziektheoreticus Henricus Glareanus valt op te maken dat Josquin ten tijde van de regering van Lodewijk XII van Frankrijk in Parijs werkte, als zanger aan de Sainte-Chapelle. Tijdens onderhandelingen in de Franse hoofdstad tussen de koning en de Italiaanse hertog Ercole d'Este moet laatstgenoemde hem het aanbod hebben gedaan om aan zijn hof in Ferrara te komen werken, wat in 1503 gebeurde. Josquin werd er kapelmeester.
Door de pest verliet Josquin in 1504 Ferrara en vestigde hij zich in Condé. Op instigatie van de Bourgondische hertog Philips de Schone werd hij benoemd tot kanunnik van de Notre-Dame, waar hij als proost de leiding had over een organisatie met een decaan, een schatmeester, 25 kanunniken, 8 kapelaans, 6 vicarissen en 6 koorknapen. Van daaruit onderhield hij nauwe contacten met het hof van Margaretha van Oostenrijk in Mechelen die landvoogdes van de Nederlanden was namens haar neef keizer Karel V.
Over Josquins levensavond zijn vrijwel geen gegevens bewaard gebleven. Bij testament liet hij zijn huis en landerijen na aan de kerk.
Op zijn inmiddels verdwenen grafsteen stond (hier in vertaling):
"Hier ligt Meester Josse Depres
Die voorheen proost was van deze plaats
Bid God voor de overledenen
Dat hij hun zijn paradijs verleent
Hij overleed in het jaar 1521 op 27 augustus
Gij zijt altijd mijn hoop geweest."

## Stijl
Josquin schrijft zijn muziek met de tekst als uitgangspunt. Bij eerdere componisten, zoals Guillaume Dufay en Johannes Ockeghem is de tekst nog weleens ondergeschikt geweest aan de melodieën. Tekst wordt zodoende goed verstaanbaar voor de toehoorder. Volledige vierstemmigheid gebruikte Josquin dan ook bijna niet.
Op het gebied van harmonisering van de samenklanken zet Josquin min of meer de norm. Zijn indeling op basis van harmonie volgens de cadensering van de trappen (V-I en ook IV-V-I) wordt door andere componisten vanaf dan veelvuldig gebruikt.
Een toepassing van zijn technieken is te vinden in het motet Ave Maria, virgo serena. Hierin gebruikt Josquin per vers een verschillende imitatietechniek. In het motet zijn te onderscheiden: (gewone) imitatie, paarsgewijze imitatie (twee stemmen imiteren twee andere) en canontechniek.

## Composities
Zijn composities vallen uiteen in drie soorten: motetten, missen en chansons.
Maarten Luther sprak zijn bewondering over de muziek van Josquin uit door hem "meester van de noten, die doen moeten wat hij wil; andere componisten moeten doen zoals de noten willen" te noemen.

## Originele gedrukte uitgaven

### Ottaviano Petrucci

#### Missen
- Missarum Josquin Liber Primus: Misse I (1502)
- Missarum Josquin Liber secundus: Misse II (1505)
- Missarum Josquin liber tertius: Misse III (1514, Fossombrone)
- Misse II (1515, Fossombrone)
- Misse I (1516, Fossombrone)

- Free Choral Music op ChoralWiki, bundel missen
- Free Choral Music op ChoralWiki, bundel missen
- Free Choral Music op ChoralWiki, bundel missen

## Tijdgenoten
Josquin des Prez behoort tot de derde generatie van de Franco-Vlaamse School, evenals enkele van zijn tijdgenoten, zoals Pierre de la Rue en Heinrich Isaac.

## Trivia
Theun de Vries (1907-2005) publiceerde in 1960 een historische roman waarin Josquin des Prez een belangrijke rol speelt, Het motet voor de kardinaal. In dat boek figureren ook belangrijke tijdgenoten van Des Prez, zoals il Pinturicchio, Leonardo da Vinci en Michelangelo.
In 2005 was Des Prez ook een van de kanshebbers op de titel De Grootste Belg, maar haalde uiteindelijk niet de nominatielijst en strandde op nr. 90 van hen die net buiten de nominatielijst vielen.
Eind augustus 2021 focuste het festival Laus Polyphoniae in Antwerpen ter nagedachtenis van zijn overlijden, toen precies 500 jaar geleden, op de werken van Josquin des Prez. Wegens Covid-19 werden optredens van internationale artiesten gestreamd vanuit Tokio, Boston en York.
Eind maart 2022 ging Vlaams minister-president Jan Jambon samen met een delegatie van de KUL in audiëntie bij Paus Franciscus in de Aula Paolo VI in het Vaticaan. Tijdens een (zeer) kort gesprek overhandigde de minister van Cultuur aan de paus een cd-box met twaalf missen van Josquin des Prez.